# Jóns saga leikara
Jóns saga leikara, también Jóns saga leiksveins (o la Saga de Jón el jugador), es una de las sagas caballerescas escrita en nórdico antiguo y fechada hacia el siglo XIV de la que se conservan algunos fragmentos. Es una saga simple y bien estructurada que se mueve rápidamente de un evento a otro, usando motivos nativos bien argumentados, no exenta de algunos signos de influencia foránea.